# V395 Большого Пса
V395 Большого Пса (лат. V395 Canis Majoris) — одиночная переменная звезда в созвездии Большого Пса на расстоянии (вычисленном из значения параллакса) приблизительно 3856 световых лет (около 1182 парсеков) от Солнца. Видимая звёздная величина звезды — от +13,3m до +12,3m.

## Характеристики
V395 Большого Пса — красная пульсирующая полуправильная переменная звезда типа SRB (SRB) спектрального класса M7.